# Wagner (efternamn)
Wagner är ett tyskt efternamn med betydelsen vagnmakare eller vagnförare. Dess mest kände bärare har varit musikdramatikern och tonsättaren Richard Wagner. Släktingar till Richard Wagner har kontrollerat Bayreuthfestspelen som framför hans operor.
Den 31 december 2013 var 619 personer med efternamnet Wagner bosatta i Sverige.
 För Tyskland har antalet bärare av namnet uppskattats till 223 989 personer.

## Personer med efternamnet Wagner

### A
- Adolf Wagner, flera personer
  - Adolf Wagner (Gauleiter) (1890–1944), tysk militär och nazistisk politiker
  - Adolf Wagner (tyngdlyftare) (1911–1984), tysk tyngdlyftare
  - Adolph Wagner (1835–1917), tysk nationalekonom och politiker
- Allison Wagner (född 1977), amerikansk simmare
- Aly Wagner (född 1980), amerikansk fotbollsspelare
- Ann Wagner (född 1962), amerikansk politiker, republikan, kongressrepresentant för Missouri
- Austin Wagner (född 1997), kanadensisk ishockeyspelare

### B
- Barbara Wagner(född 1938), kanadensisk konståkare

### C
- Camilla Wagner (född 1967), svensk journalist och researchchef
- Carl Wagner, flera personer
  - Carl Wagner (kemist) (1901–1977), tysk kemist
  - Carl Wagner (konstnär) (1796–1867), tysk landskapsmålare
  - Carl von Wagner (1843–1907), tysk ingenjör
  - Carl Christopher Wagner (aktiv i början av 1800-talet), svensk skulptör
  - Carl-Ludwig Wagner (1930–2012), tysk politiker
- Chiyo Akiyama-Wagner (född 1930), japansk-svensk målare
- Chris Wagner (född 1991), amerikansk ishockeyspelare
- Christian Wagner (1869–1900), svensk målare
- Christoph Wagner (1869–1936), tysk skogsman
- Cosima Wagner (1837–1930), dotter till Franz Liszt, hustru till Hans von Bülow och Richard Wagner

### E
- Eduard Wagner (1894–1944), tysk general i Wehrmacht
- Erik Wagner (1862–1920), svensk målare
- Erland Wagner (1869–1911), svensk skådespelare
- Ernst Leberecht Wagner (1829–1888), tysk läkare

### F
- Fritz Arno Wagner  (1894–1958), tysk filmfotograf

### G
- Gerhard Wagner (1898–1987), tysk konteramiral
- Gustav Wagner (1911–1980), österrikisk SS-ledare

### H
- Hans Wagner (1909–1981), tysk fotograf
- Heinrich Wagner (1834–1897), tysk arkitekt
- Heinrich Leopold Wagner (1747–1779), tysk dramatiker
- Hermann Wagner, flera personer
  - Hermann Wagner (författare) (1880–1927), tysk författare
  - Hermann Wagner (geograf) (1840–1929), tysk geograf och kartograf
  - Hermann Wagner (mikrobiolog) (född 1941), tysk mikrobiolog
  - Hermann Wagner (zoolog) (född 1953), tysk zoolog

### J
- Jack Wagner (född 1959), amerikansk skådespelare
- Jan Wagner (född 1971), tysk poet
- Jasmin Wagner (född 1980), tysk popsångerska känd som Blümchen
- Joachim Wagner (1690–1749), preussisk orgelbyggare
- Joe Wagner, amerikansk astronom
- Johann Andreas Wagner (1797–1861), tysk zoolog
- Johann Ernst Wagner (1769–1812), tysk författare
- Johanna Jachmann-Wagner (1826–1894), tysk operasångerska
- Johannes Rudolf von Wagner (1822–1880), tysk kemist
- John Wagner (född 1949), brittisk seriemanusförfattare
- Jorge Wagner Góes Conceição (född 1978), brasiliansk fotbollsspelare
- Josef Wagner (1899–1945), tysk nazistisk ledare
- Josef Franz Wagner (1856–1908), österrikisk militär och kompositör
- Julius Wagner (1860–1916), svensk målare
- Julius Wagner-Jauregg (1857–1940), österrikisk läkare, nobelpristagare 1927
- Jürgen Wagner (1901–1947), tysk SS-general

### K
- Karl Willy Wagner (1883–1953), tysk elektrotekniker
- Katharina Wagner (född 1978), tysk operaregissör
- Katia Wagner (född 1966), svensk journalist och författare
- Katrin Wagner-Augustin (född 1977), tysk kanotist
- Kurt Wagner flera personer
  - Kurt Wagner (botaniker)  tysk botaniker, orkidé-specialister
  - Kurt Wagner (musiker) (född 1958), amerikansk sångare och låtskrivare, frontman i alt-countrygruppen Lambchop

### L
- Lindsay Wagner (född 1949), amerikansk skådespelerska

### M
- Marie Wagner (1883–1975), amerikansk tennisspelare
- Marion Wagner (född 1978), tysk friidrottare, löpare
- Martin Wagner (arkitekt) (1885–1957), tysk arkitekt och stadsplanerare
- Martin von Wagner  (1777–1858), tysk målare och skulptör
- Maud Wagner (1877–1961), amerikansk cirkusartist och tatuerare
- Mirel Wagner  (född 1987), finländsk sångerska och låtskrivare
- Moritz Wagner (1813–1887), tysk geograf

### N
- Nándor Wagner (1922–1997), ungersk-svensk-japansk skulptör och målare

### O
- Olga Wagner (1873–1963), dansk bildhuggare
- Otto Wagner (1841–1918), österrikisk arkitekt och möbelformgivare

### P
- Paul Wagner (1843–1930), tysk jordbrukskemist
- Peter Wagner (1865–1931), tysk musikhistoriker

### R
- Richard Wagner, flera personer
  - Richard Wagner (1813–1883), tysk musikdramatiker, tonsättare, dirigent och författare
  - Richard Wagner (författare) (1952–2023), rumänsk tyskspråkig författare
  - Richard Wagner (skådespelare) (1841–1903), svensk skådespelare och teaterdirektör
- Robert Wagner, flera personer
  - Robert Wagner (dartspelare) (född 1965), norsk dartspelare
  - Robert Wagner (politiker) (1895–1946), tysk politiker
  - Robert Wagner (skådespelare) (född 1930), amerikansk skådespelare
  - Robert F. Wagner (1877–1953), amerikansk politiker
- Rudolf Wagner (1805–1864), tysk fysiolog och zoolog

### S
- Sandra Wagner (född 1992), svensk friidrottare (löpare)
- Sandra Wagner-Sachse (född 1971), tysk bågskytt
- Siegfried Wagner (1869–1930), tysk tonsättare och dirigent
- Siegfried Wagner (konstnär) (1874–1952), dansk skulptör
- Stanley Wagner (1908–2002), kanadensisk ishockeyspelare

### T
- Tini Wagner  (1919–2004), nederländsk simmare

### U
- Udo Wagner (född 1963), tysk fäktare
- Ulf Wagner (född 1955), svensk kock och krögare
- Ulla Wagner (född 1935), svensk socialantropolog

### V
- Veronica Wagner (född 1987), svensk gymnast

### W
- Walter Wagner (död 1945), tysk notarie, vigde Adolf Hitler och Eva Braun
- Wieland Wagner (1917–1966), tysk operaledare, målare och musiker
- Wilhelm Wagner, flera personer 
  - Wilhelm Wagner (SS-Hauptsturmführer) (1909–1978)
  - Wilhelm Wagner (militär) (1915–2002), svensk flygöverste
- Winifred Wagner (1897–1980), tysk operaledare, hustru till Siegfried Wagner
- Wolfgang Wagner (1919–2010), tysk teaterledare, regissör och scenograf